# Villabraz
Villabraz település Spanyolországban, León tartományban. Lakosainak száma 95 fő (2024).

## Földrajza
Villabraz Valencia de Don Juan, Pajares de los Oteros, Matadeón de los Oteros, Matanza de los Oteros, Castilfalé, Fuentes de Carbajal és Villaornate y Castro községekkel határos.

## Népesség
A település lakosságának változását az alábbi diagram mutatja:
| Lakosok száma | 141  | 139  | 142  | 127  | 110  | 110  | 99   | 97   | 99   | 95   |
|               | 2001 | 2004 | 2007 | 2009 | 2012 | 2014 | 2017 | 2019 | 2022 | 2024 |